# Момотенко Олександр Іванович
Олександр Іванович Момотенко (15 січня 1915, Новий Буг, Миколаївська область, Російська імперія — 17 серпня 2012, Миколаїв, Україна) — український радянський діяч, військовий, учасник Другої Світової Війни. Герой України (2005), кавалер ордена "За заслуги" II ступеня. Секретар Миколаївського обкому КПУ, голова Миколаївської обласної організації ветеранів України (1987—2012) .

## Життєпис
Народився 15 січня 1915 року в селі Новий Буг (тепер місто в Миколаївській області) у бідній селянській родині. У 1931 році закінчив педагогічні курси і був направлений вчителем молодших класів у село Калинівка Новобузького району. Як член ЛКСМУ був обраний секретарем первинної організації, а потім — Новобузького районного комітету комсомолу. Працював у редакції районної газети "Ударник" — органу політвідділу машинно-тракторної станції (МТС) села Софіївка Новобузького району.
Член ВКП(б)/КПРС з 1939 року.
На початку 1939 року переїхав до Миколаєва. Працював завідувачем відділу селянської молоді Миколаївського обласного комітету комсомолу.
З грудня 1941 — в Червоній армії. Служив у повітряно-десантних військах. Визволяв рідне місто Новий Буг від німців. У 1944 в районі Бендер Олександра Момотенка було важко поранено, і в армію він більше не повернувся. Після лікування приїхав до Миколаєва.
У червні 1954 — січні 1963 року — секретар Миколаївського обласного комітету КПУ. 11 січня 1963 — 7 грудня 1964 року — секретар Миколаївського сільського обласного комітету КПУ — голова сільського обласного комітету партійно-державного контролю. Одночасно, 17 січня 1963 — 8 грудня 1964 року — заступник голови виконавчого комітету Миколаївської сільської обласної Ради депутатів трудящих.
7 грудня 1964 — лютий 1966 року — секретар Миколаївського обласного комітету КПУ — голова обласного комітету партійно-державного контролю. Одночасно, з 8 грудня 1964  по 1966 рік — заступник голови виконавчого комітету Миколаївської обласної Ради депутатів трудящих.
З 1966 по 1983 рік — голова Миколаївського обласного комітету народного контролю.
З 1987 р. очолював Миколаївську обласну організацію ветеранів.
Помер вночі 17 серпня 2012 року. Похований в Миколаєві на міському цвинтарі.

## Нагороди
- Звання Герой України з врученням ордена «Золота Зірка» (7 травня 2005) — за мужність і самопожертву, виявлені у боротьбі з фашистськими загарбниками у період Великої Вітчизняної війни 1941—1945 років, визначний особистий внесок у розвиток ветеранського руху в Україні[2]
- Орден «За заслуги» II ступеня
- Почесна відзнака Президента України (6 жовтня 1994) — за особисті заслуги в розвитку ветеранського руху, активну громадську діяльність та з нагоди 50-річчя визволення України від фашистських загарбників[3]
- Орден Богдана Хмельницького III ступеня
- Три ордена Трудового Червоного Прапора
- Орден «Знак Пошани»
- Ордени Вітчизняної війни 1, 2 ст.,
- Орден Червоної Зірки
- Відзнака Президента України — ювілейна медаль «20 років незалежності України» (1 грудня 2011)[4]
- Медаль «За трудову доблесть»
- Почесна грамота Кабінету Міністрів України (05.2004).
- Почесний громадянин міста Новий Буг.
- Почесний громадянин Вознесенська

## Вшанування пам'яті
15 січня 2015 року в центрі міста Новий Буг, на площі Свободи, відбулося урочисте відкриття барельєфу встановленого на пам'ять Олександрові Івановичу Момотенку. В честь героя також названо парк в якому встановлено барельєф.